# Johanneskirche (Stockholm)

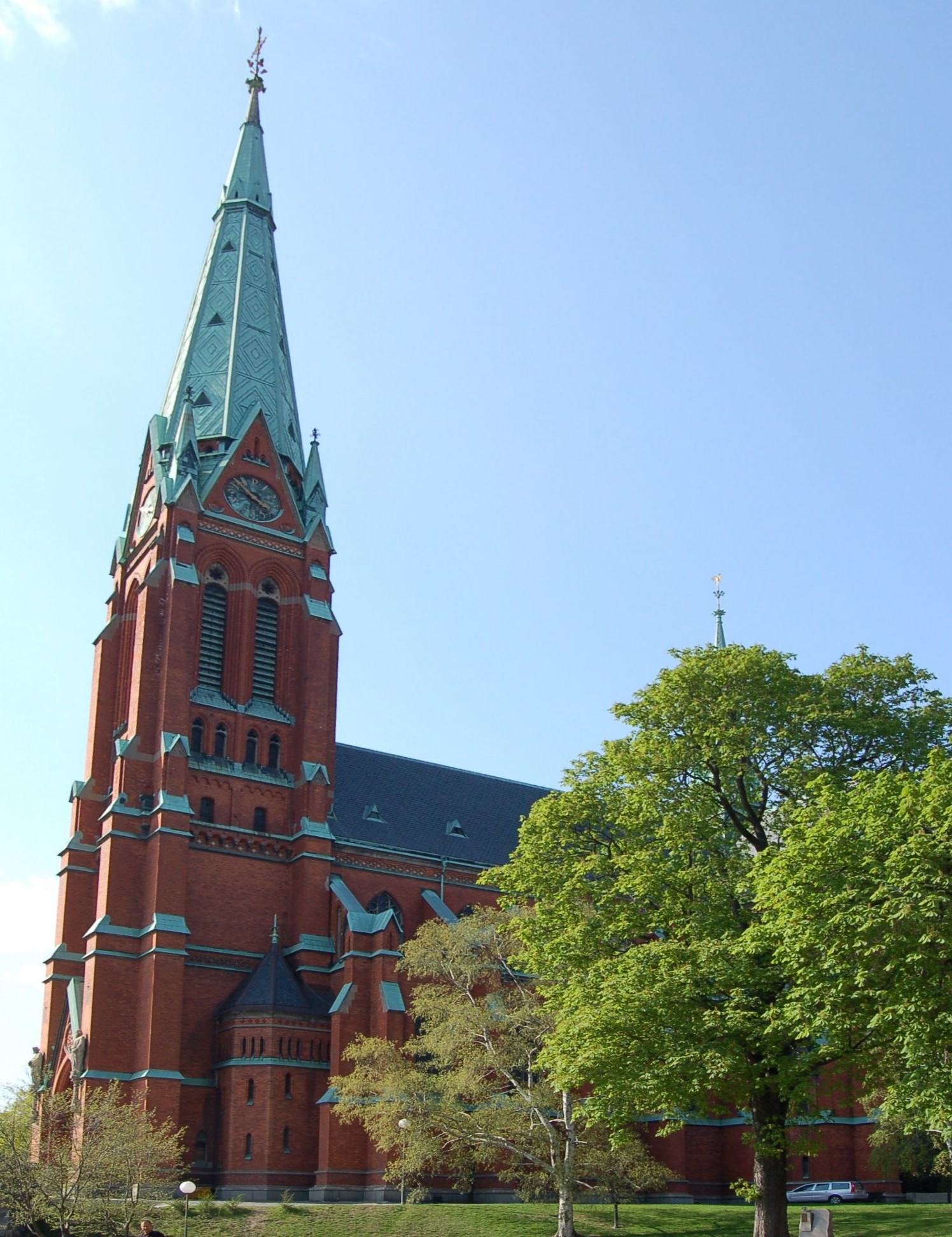
Johanneskirche in Stockholm

Die Johanneskirche (Schwedisch: Sankt Johannes kyrka) ist ein Kirchengebäude auf der höchsten Stelle des Brunkebergsåsen im Stockholmer Stadtteil Norrmalm. Als Kyrkligt kulturminne steht sie unter gesetzlichem Schutz.

## Geschichte
1651 entstand bei dem an dieser Stelle befindlichen Friedhof eine Kapelle aus Holz. Schon kurz darauf kamen Pläne auf, an gleicher Stelle eine Kirche aus Stein zu errichten; doch erst in den 1770er Jahren erteilte König Gustav III. die Erlaubnis zum Bau. Der Architekt Jean Eric Rehn erhielt den Auftrag, eine Kirche im klassizistischen Stil zu entwerfen, deren Bau am 14. September 1783 begonnen wurde.
Im Februar 1784 befahl der König in einem Brief aus Italien den Baustopp, da er im Ausland mit neuen Strömungen in Kontakt gekommen war und nun Rehns Kirche als altmodisch betrachtete. Gustav III. gab daraufhin dem französischen Architekten Léon Dufourny den Auftrag, eine andere Kirche zu planen. Dessen Entwurf ohne Fenster fand wahrscheinlich keinen Anklang bei der betreffenden Kirchengemeinde, denn anstelle eines Neubaus wurde die alte Holzkapelle ausgebaut.
Zum Ende des 19. Jahrhunderts gab es erneut Pläne für eine Steinkirche und so wurde ein Wettbewerb ins Leben gerufen. Carl Möllers Vorschlag für einen Bau im neugotischen Stil aus Ziegelstein ging als Sieger hervor und am 14. September 1883, exakt 100 Jahre nach dem Baubeginn des ersten Versuches, wurde der Neubau beschlossen. Am Pfingstsonntag 1890 erfolgte die Einweihung der Kirche durch Erzbischof Anton Niklas Sundberg unter Anwesenheit von König Oskar II.
Im Jahr 2024 stimmte die Pfarrgemeinde St. Johannes zu, das Gebäude im Jahr 2025 an das römisch-katholische Bistum Stockholm zu übertragen.

## Einrichtung

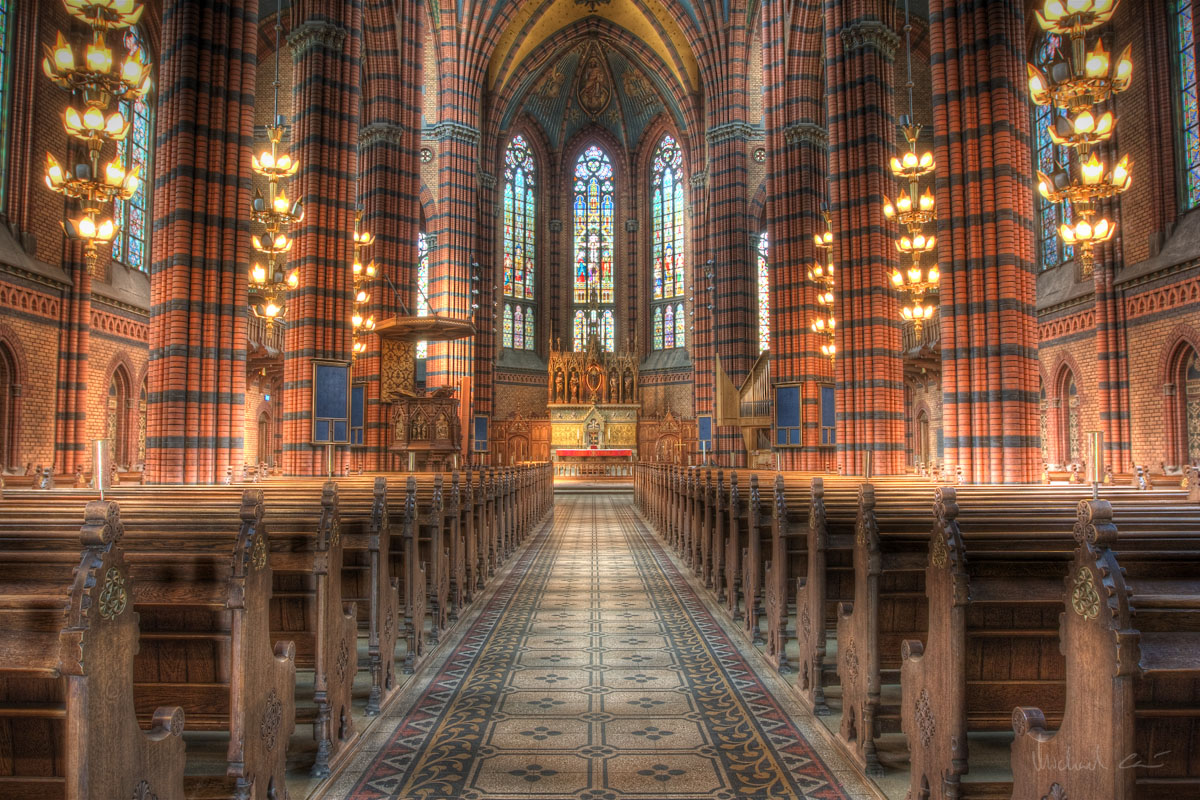
Innenraum

Auffallend sind die hohen Spitzbogenfenster mit Glasmalerei. Im Mittelfenster des Chores sind Jesus am Kreuz sowie Maria und der Apostel Johannes, welcher der Kirche seinen Namen gab, zu sehen. Die übrigen vier Fenster des Chores zeigen die zwölf Apostel in Dreiergruppen. Andere Fenster stellen Jesu Geburt und seine Auferstehung dar. Produziert wurden die Fenster bei Franz Xaver Zettler in München.
Die Deckengemälde des Chores stammen von Agi Lindegren.
Der Altar von Theodor Lundberg ist im neugotischen Stil gehalten und zeigt Jesus am Kreuz umgeben von verschiedenen Personen des Alten Testaments wie Abel, Melchisedech sowie Aaron und Isaak.
Die Orgel auf der Empore wurde 1976 von der Orgelbaufirma Troels Krohn og Søn – Frederiksborg Orgelbyggeri in Dänemark gebaut und 1994–95 renoviert. Sie ersetzte ein Instrument der Orgelbaufirma Åkerman & Lund aus dem Jahr 1890. Die Chororgel wurde 1968 von Bruno Christensen & Sønner Orgelbyggeri aus Tinglev gebaut.

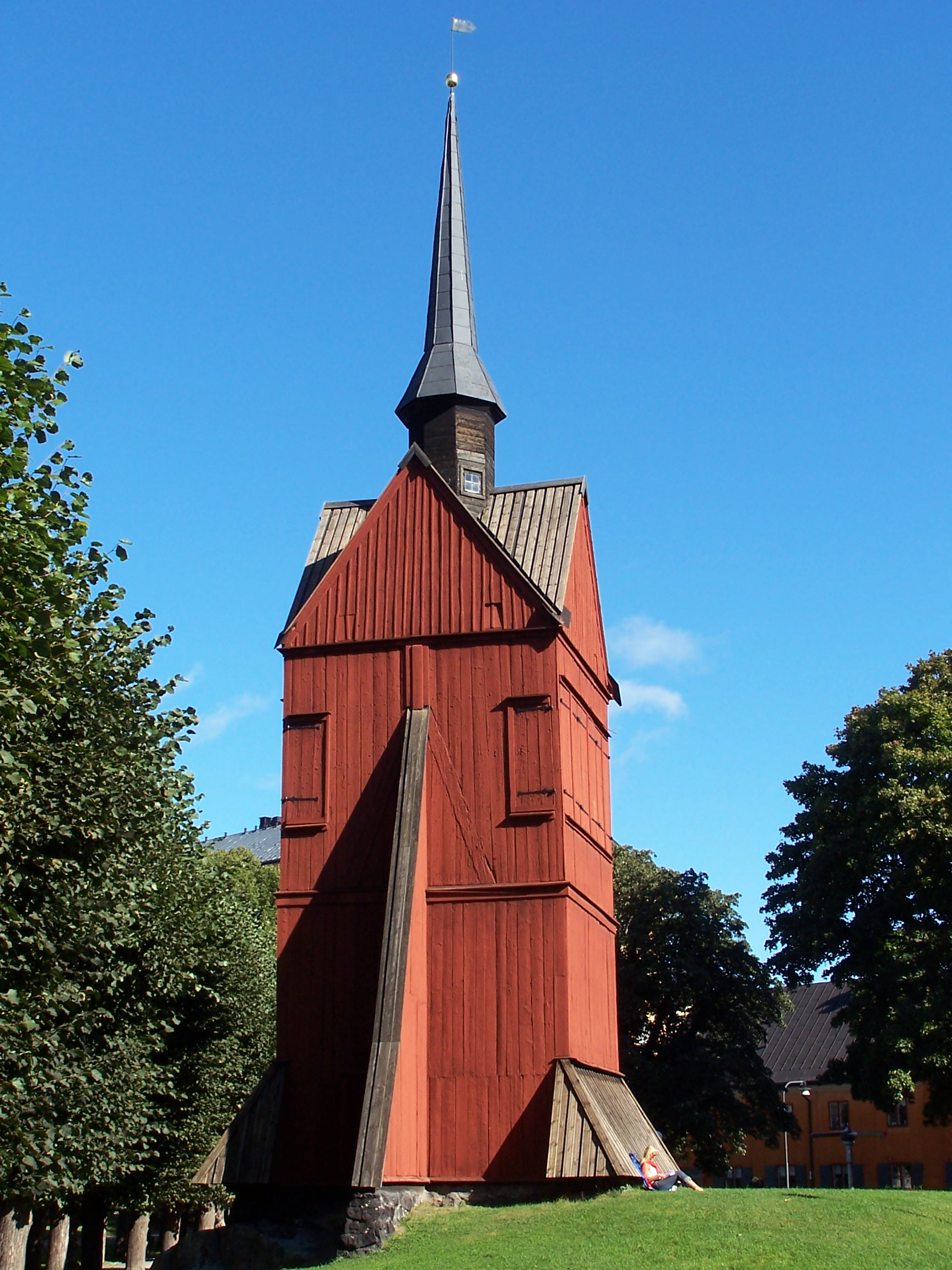
Der rote Glockenstapel aus Holz von 1692.

Im 70 m hohen Glockenturm hängen fünf Glocken. 120 m südlich steht der rote Glockenstapel der Vorgängerkapelle von 1692, das älteste Holzgebäude in Norrmalm.